# Vindcirkulation
Vindcirkulation är de vattenrörelser i en sjö som uppstår på grund av vindens friktionskraft mot ytan. Den ger upphov till karakteristiska strömbilder. Är sjön termiskt skiktad med varmt lätt vatten vid ytan och tyngre kallare vatten vid botten kan strömmönstret bli komplicerat med en direkt vinddriven ström vid ytan och en motriktad cirkulation på djupet.
Genom vindens friktion mot ytan i en sjö eller havsvik pressas vattnet också upp i ena änden, vilket kallas vinddenivellering. Vattenståndsförhöjningen blir störst i grunda vikar. I extrema fall kan nivelleringen uppgå till flera meter och åstadkomma stora skador.